# لای سنگ یانگ

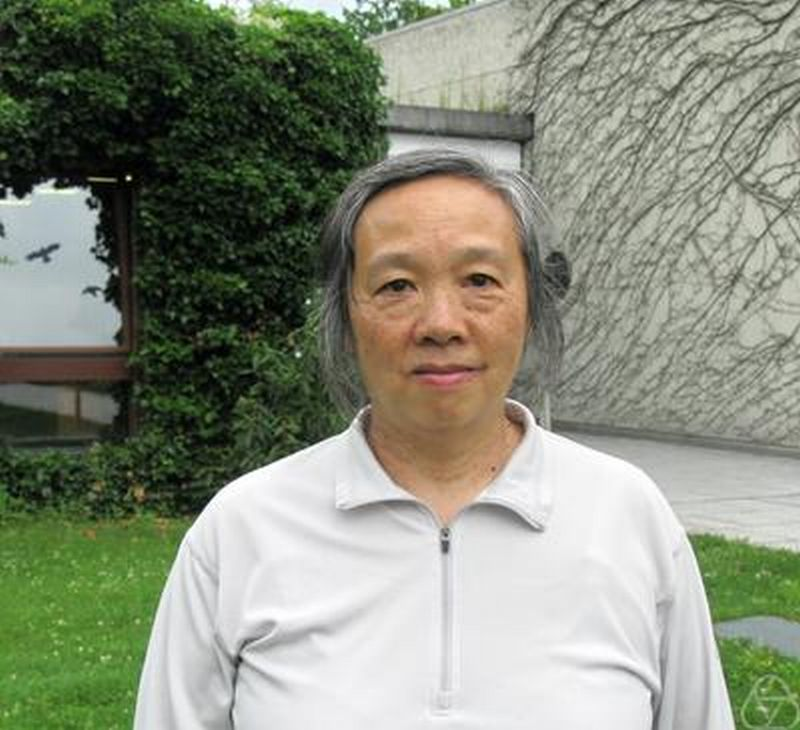
لای سنگ یانگ در مؤسسه تحقیقات ریاضی Oberwolfach، سال ۲۰۰۹

لای سنگ لیلی یانگ ریاضی‌دان اهل هنگ کنگ متولد سال ۱۹۵۲ می‌باشد. او استاد ریاضیات و علوم اعصاب در مؤسسه ریاضی کورانت است. تحقیقات وی در زمینه سامانه پویا، نظریه ارگودیک، نظریه آشوب، نظریه احتمالات، مکانیک آماری، و علوم اعصاب می‌باشد. او برای ادامه تحصیلات خود در سال ۱۹۷۳ از هنگ کنگ به دانشگاه ویسکانسین-مدیسن و سپس به دانشگاه کالیفرنیا، برکلی وارد شد.
او موفق شد در سال ۱۹۹۷کمک‌هزینه گوگنهایم را بگیرد. او در سال ۱۹۹۳ جایزه ساتر در ریاضیات را از سوی انجمن ریاضی آمریکا کسب کرد. در سال ۲۰۰۴ به عنوان عضو فرهنگستان هنر و علوم آمریکا انتخاب شد.
او در دانشگاه‌های دانشگاه نورت‌وسترن، دانشگاه ایالتی میشیگان، دانشگاه آریزونا و دانشگاه کالیفرنیا، لس‌آنجلس تدریس کرده‌است.